# Yaakov Rosner
Pour les articles homonymes, voir Rosner.
Yaakov Rosner, ou Jakob Rosner, יעקב רוזנר, ou encore Jack Rosner, né en 1902 à Munich et mort le 26 août 1950 à Tel-Aviv, est un photographe israélien.

## Biographie
En butte à l'antisémitisme pendant ses études, Yaakov Rosner adhère au mouvement de jeunesse sioniste Blau-Weiss, fondé en 1912.
Dans les années 1920, il étudie l'économie à l'université de Francfort et travaille brièvement pour la Frankfurter Zeitung puis se tourne vers la photographie. En 1926-1927, il voyage aux États-Unis et se forme sous la direction d'Alfred Stieglitz. Il trouve ensuite un emploi dans les milieux de la publicité à Berlin.
En 1936, Yaakov Rosner émigre en Palestine mandataire et s'installe à Tel-Aviv. Le Fonds national juif le charge de documenter le travail de construction des pionniers dans les kibboutzim. Il travaille également avec le graphiste Franz Kraus.
En 1944, une exposition de ses photos est organisée à Jérusalem.
Il publie plusieurs recueils de photographies. Sa fille, Miriam Spielman, a fait don de ses archives au musée d'Israël.

## Publications et expositions
- A Palestine Picture Book, Schocken Books, New York, 1947
- 1991 : Yaakov Rosner 1930–1950, musée d'Israël, Jérusalem[2]
- 2006 : Haifa in the Eye of the Camera – The First Half of the 20th Century, Haifa City Museum

## Galerie

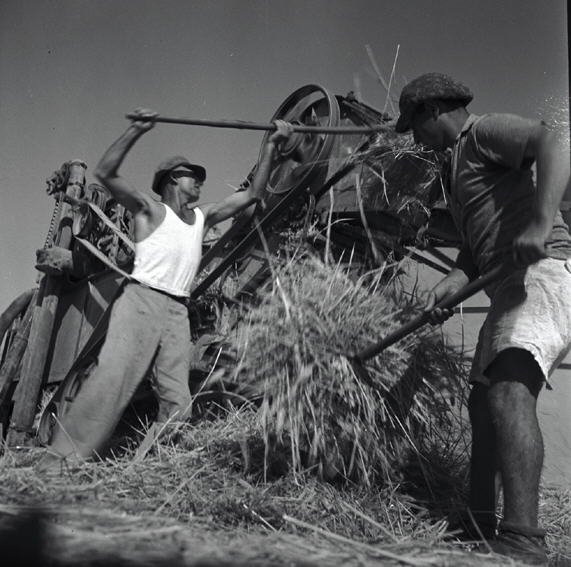
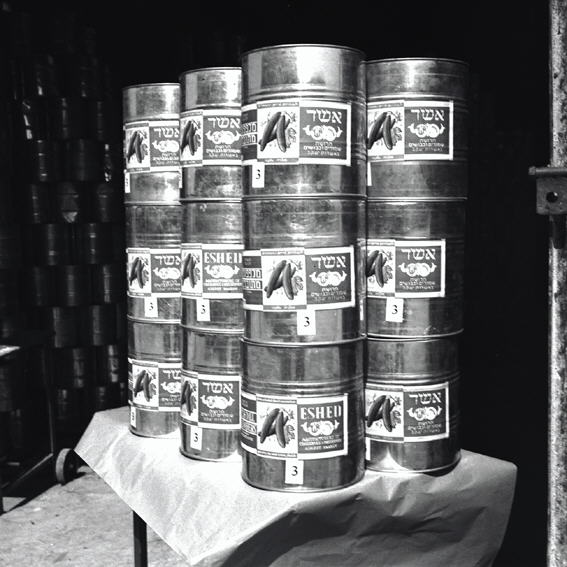
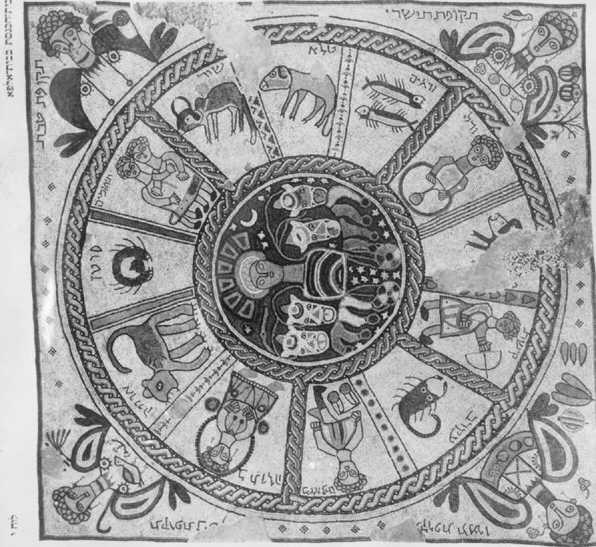
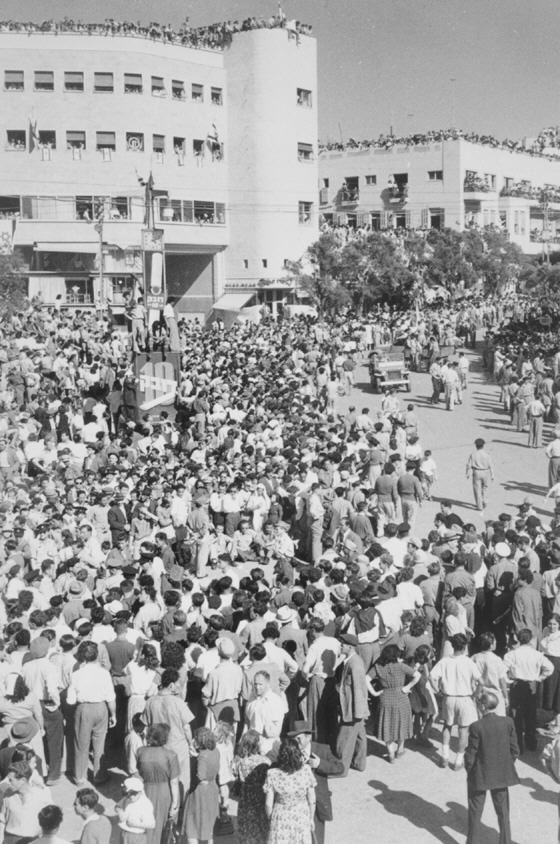
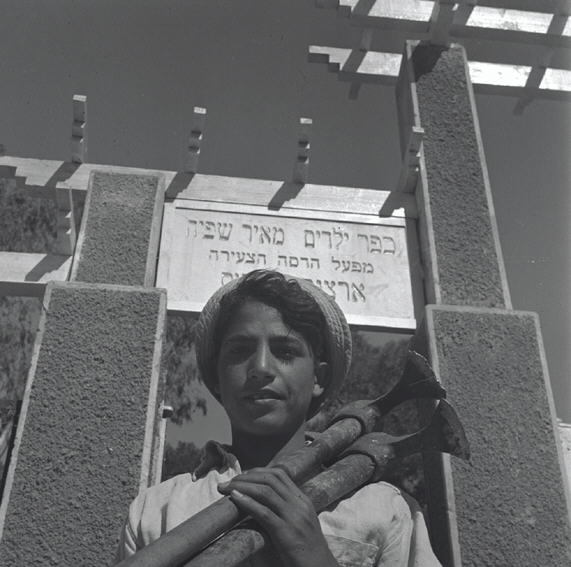
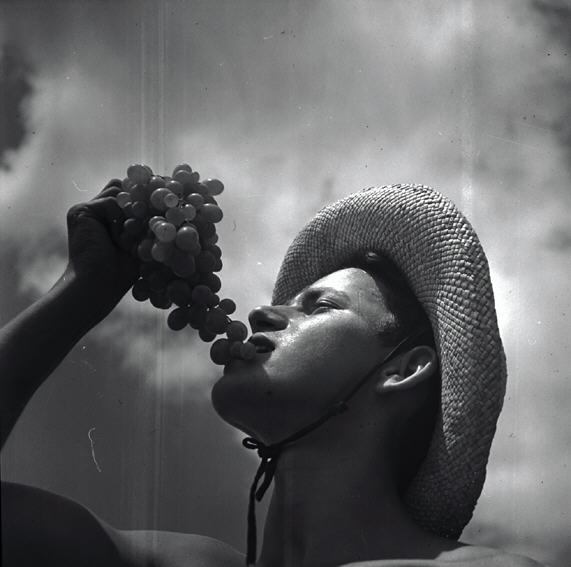
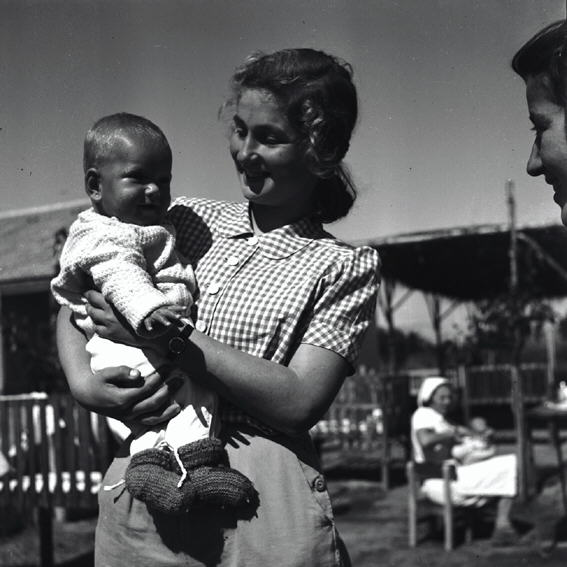
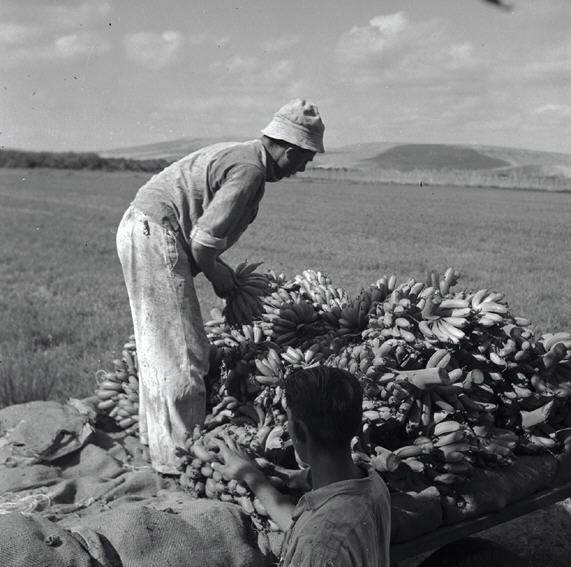
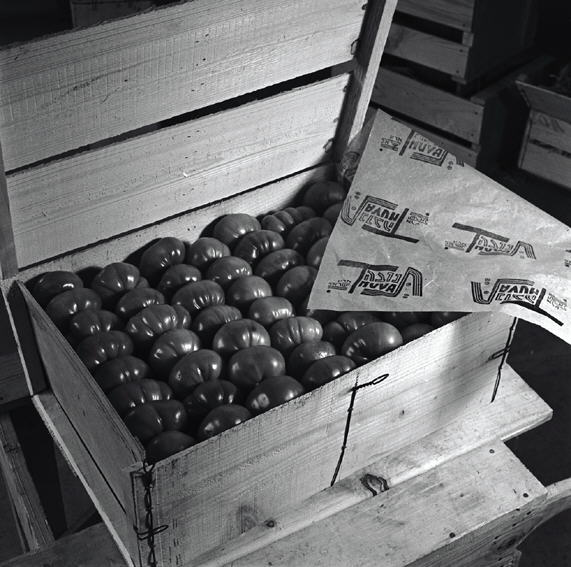
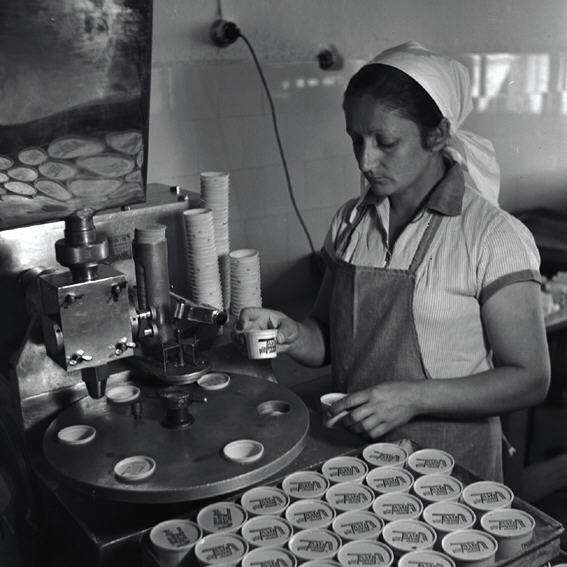
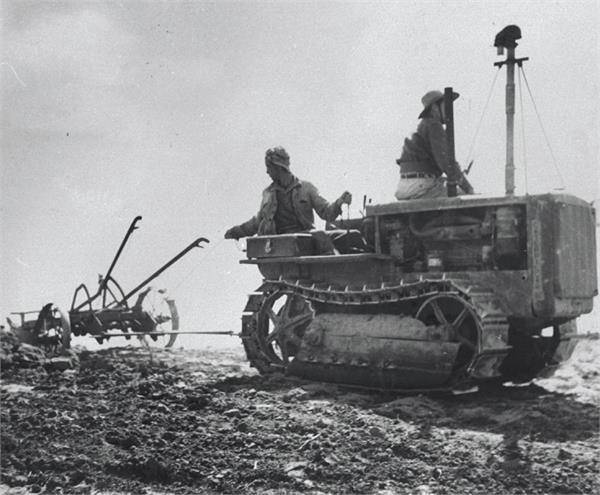
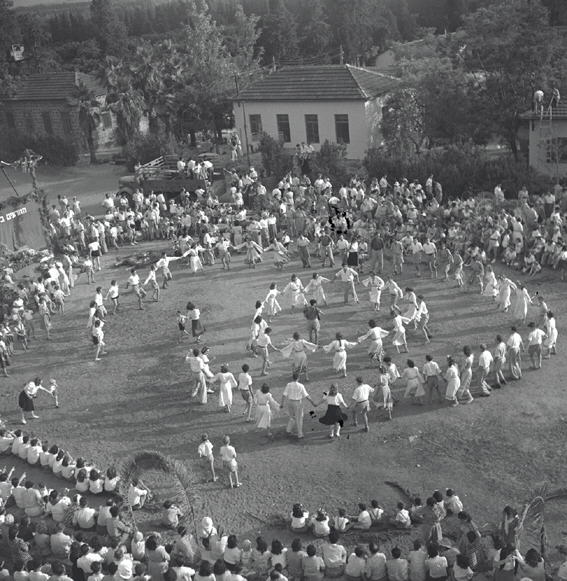